# Howard García
Howard García (8 febbraio 1994) è un pallavolista portoricano, palleggiatore della TalTech.

## Carriera

### Club
La carriera professionistica di Howard García inizia nella stagione 2012-13, quando debutta nella Liga de Voleibol Superior Masculino coi Patriotas de Lares. Nella stagione seguente, in seguito alla cessione del titolo della sua franchigia ai Caribes de San Sebastián, difende i colori di questi ultimi, che tuttavia non si iscrivono al campionato 2014, nel quale gioca in prestito coi Gigantes de Carolina, ritornando ai Caribes de San Sebastián nel campionato successivo e restandovi per due annate.
Nella stagione 2017 approda ai Mets de Guaynabo. Dopo un periodo di inattività, torna in campo per la Liga de Voleibol Superior Masculino 2019, vestendo per la terza volta in carriera la maglia dei Caribes de San Sebastián. Dopo la cancellazione del campionato portoricano nel 2020, è nuovamente in campo nell'annata 2021, questa volta con gli Indios de Mayagüez.
Rientra in forza ai Caribes de San Sebastián per la Liga de Voleibol Superior Masculino 2023, aggiudicandosi lo scudetto; qualche settimana dopo la conclusione degli impegni in patria, viene ingaggiato per la prima volta all'estero, approdando in Grecia per il resto dell'annata, dove difende i colori del Foinikas Syro, in Volley League. Fa ritorno ai Caribes de San Sebastián per la Liga de Voleibol Superior Masculino 2024, vincendo ancora il titolo nazionale.
Nel gennaio 2025 firma con gli estoni della TalTech, impegnati sia in Eesti Meistrivõistlused che nella Baltic Volleyball League.

### Nazionale
Fa parte della nazionale under 19 portoricana, vincitrice della medaglia di bronzo al campionato nordamericano 2010 e della medaglia d'argento alla Coppa panamericana 2011.
Nel 2023 debutta in nazionale maggiore in occasione della Coppa panamericana, mentre un anno dopo conquista la medaglia d'oro alla NORCECA Final Four e quella di bronzo alla Coppa panamericana.

## Palmarès

### Club
- Campionato portoricano: 2

2023, 2024

### Nazionale (competizioni minori)
- Campionato nordamericano under 19 2010
- Coppa panamericana under 19 2011
- NORCECA Final Four 2024
- Coppa panamericana 2024